# أبو حفص عمر الهنتاتي
الشيخ أبو حفص عمر الهنتاتي (بالشلحية: فسكت أومزال هنتي) هو زعيم أمازيغي من قبيلة هنتاتة في الأطلس الكبير المغربي. وصفه ليون الإفريقي بأنه أعظم قادة الموحدين  ، وهو الشخصية الأكثر أهمية قي نشأة الدولة الموحدية بعد ابن تومرت  المؤسس  ، وعبد المؤمن بن علي. وكان الشيخ أبو حفص أيضًا جزءًا من مجلس العشرة الذي يشكل الهيئة العليا للحركة الموحدية  ، إلا أن المؤرخ سيباستيان غارنييه شكك في عضويته في مجلس العشرة. ووفقا له، فإنه برز في وهران بعد انتصاره على آخر أمراء المرابطين. إذ تزوج من إحدى بنات عبد المؤمن وأنجب منها طفلا أسماه محمدا.
وبينما كان عبد المؤمن مشغولا بالمسائل الإدارية للدولة، كان الشيخ أبو حفص مسؤولا عن تنظيم الجيوش وتسييرها وإدراتها. فأهم المهام والحملات الحاسمة أوكلت إلى الشيخ أبو حفص. وكان أيضًا مستشارًا لعبد المؤمن، وكان يقوم بالنيابة عنه إذا خرج الخليفة محاربا.
حفيده أبو زكريا يحيى هو مؤسس الدولة الحفصية أو دولة بنو حفص ، والتي أخذت اسمها من الشيخ أبو حفص عمر. رغم إجماع المؤرخين على الأصل البربري لأبي حفص عمر الهنتاتي، فإن مؤلفين مثل ابن خلدون أرجع نسبخ إلى الخليفة عمر بن الخطاب.
لعب أبو حفص دورا حاسما في تعيين عبد المؤمن الكومي للخلافة، وهو زناتي أجنبي عن قبائل مصمودة.  عندما توفي عبد المؤمن، دعم خلافة ابنه محمد. وحتى بعد تعيين ابنه الآخر أبو يعقوب يوسف. قرر أبو حفص أخيرًا أن يخدمه بإخلاص مثل والده عبد المؤمن.

## أسرته
وكان للشيخ أبو حفص عدة أولاد:
- إبراهيم بن أبو حفص عمر الهنتاتي
- إسماعيل بن أبو حفص عمر الهنتاتي
- محمد بن أبو حفص عمر الهنتاتي ( وأمه بنت عبد المؤمن )
- يحيى بن أبو حفص عمر الهنتاتي
- عيسى بن أبو حفص عمر الهنتاتي
- موسى بن أبو حفص عمر الهنتاتي
- يونس بن أبو حفص عمر الهنتاتي
- عبد الحق بن أبو حفص عمر الهنتاتي
- عثمان بن أبو حفص عمر الهنتاتي
- أحمد بن أبو حفص عمر الهنتاتي
- عبد الواحد بن أبو حفص عمر الهنتاتي